# Гамбійський хом'яковий щур
Гамбійський хом'яковий щур (Cricetomys gambianus) — незоміїда роду Cricetomys. Є одним із найбільших представників мишовидих; виростають приблизно до 90 см у довжину, включаючи хвіст, що становить половину їхньої довжини. Ведуть нічний спосіб життя. Широко розповсюджені в Африці на південь від Сахари, географічно від Сенегалу до Кенії та від Анголи до Мозамбіку.
Іноді утримуються як домашні тварини. У Флориді щури, що втекли, стали інвазивним видом.

## Характеристики
Гамбійський хом'яковий щур має дуже поганий зір і тому покладається на нюх і слух. Подібно до хом'яків має защічні мішки. Є частиною африканської гілки муроїдних гризунів. Середня вага — від 1 до 1,5 кг. В Африці гамбійський хом'яковий щур живе колоніями до двадцяти особин, зазвичай у лісах і чагарниках. Всеїдний, харчується овочами, комахами, крабами, равликами та ін., але віддає перевагу пальмовим плодам і ядрам.
Защічні мішечки дозволяють щуру збирати кілька кілограмів горіхів за ніч для подальшого зберігання в норі. Нора складається з довгого проходу з бічними відгалуженнями та камерами для сну та зберігання припасів. Гамбійський хом'яковий щур досягає статевої зрілості у віці 5–7 місяців. Кожні дев'ять місяців буває до чотирьох виводків, у кожному виводку — до шести дитинчат. Самці територіальні та схильні виявляти агресію при зустрічах один з одним.
Тривалість життя у природі невідома, у неволі складає 5–7 років.

## Здатність виявляти міни та туберкульоз за запахом
Гамбійські хом'якові щури здатні виявляти по запаху міни та хворих на туберкульоз. Дресованих щурів називають HeroRATS. Муштрування гамбійських щурів значно дешевше порівняно з собаками: навчання одного щура коштує близько 7000 доларів, тоді як навчання собаки коштує приблизно 25 тисяч доларів.
У вересні 2020 року вчений щур, на ім'я Магава (Magawa), отримав престижну золоту медаль PDSA «Тварині за сміливість і відданість обов'язку» (англ. For animal gallantry or devotion to duty) виявлення мін у Камбоджі. Магава — єдиний щур із тридцяти тварин, нагороджених медаллю. За час служби щур виявив понад 70 мін і 28 боєприпасів, що не розірвалися. За оцінками в Камбоджі залишилося до шести мільйонів мін і боєприпасів, що не розірвалися.